# La Bezole
La Bezole é uma comuna francesa na região administrativa de Occitânia, no departamento de Aude. Estende-se por uma área de 6,51 km². Em 2010 a comuna tinha 48 habitantes (densidade: 7,4 hab./km²).